# 安托皮利 (托馬什皮利區)
48°28′13″N 28°40′49″E / 48.47028°N 28.68028°E
安托皮利（烏克蘭語：Антопіль），是烏克蘭的村落，位於該國西南部文尼察州，由圖利欽區負責管轄，始建於1600年，面積1.22平方公里，海拔高度253米，2001年人口475。